# Wikimedia België
Wikimedia België vzw (WMBE) is een Belgische vereniging zonder winstoogmerk met de zetel in Brussel. Zij is een nationale vereniging erkend door de Wikimedia Foundation en vertegenwoordigt de Belgische Wikimedia-gemeenschap. Wikimedia België werd op 27 september 2014 opgericht als een Wikimedia-chapter door actieve Wikipedianen van de Franstalige en Nederlandstalige Wikipedia in België. Het doel van de organisatie is het verzamelen, de creatie, ordening en verspreiding van vrije inhoud te bevorderen, specifiek in het kader van Wikipedia en haar zusterprojecten. WMBE ondersteunt de vrijwilligers van Wikipedia en zusterprojecten en helpt organisaties en instellingen hun kennis op de Wikimedia-platformen te delen.

## Oprichting
De eerste discussies over de oprichting van een nationale organisatie vonden reeds plaats in 2005. Het proces voor de oprichting van een vzw werd in 2012 gestart en de bijbehorende aanvraag werd ingediend bij de Affiliations Committee van de Wikimedia Foundation. Deze aanvraag werd op 23 juni 2014 door het comité goedgekeurd, waarna op 6 september 2014 de Wikimedia Foundation Wikimedia België erkende als nieuwe Wikimedia-vereniging. Wikimedia België werd 8 oktober 2014 door de Belgische overheid geregistreerd.
De grootste projecten die de Belgische gemeenschap tot op heden georganiseerd heeft, is de fotowedstrijd Wiki Loves Monuments, die sinds 2011 in België werd georganiseerd, en vanaf 2018 Wiki Loves Heritage. Het werkt ook heel nauw samen en is partner van verscheidene musea en culturele instellingen.

## Talen
In België zijn er drie officiële talen: Nederlands, Frans en Duits. In het Franstalige gebied spreken veel mensen geen of slecht Nederlands, en in het Nederlandstalige gebied spreken veel mensen geen of slecht Frans. Duits is de derde officiële taal in België, maar het wordt slechts door minder dan 1% van de bevolking gesproken. In Wikimedia België spreekt niet iedereen Frans, Nederlands of Duits, dus Engels wordt vaak als werktaal gebruikt, te meer omdat er veel buitenlandse leden zijn, vermits Brussel een internationale stad is.

## Projecten en activiteiten
- Wiki Loves Monuments (2011–2014, 2016)
- Wiki Loves Art[2] (2016)
- Wiki Loves Public Space[3] (2017)
- Wiki Loves Heritage (2018–heden)
- Brusselse schrijfweken[4] (2016–heden)
- allerlei edit-a-thons en workshops
- Civic Lab Brussels[5] (periodieke bijeenkomsten in Brussel)
- Wikimedia Europa[6], WikiFranca
- en meer...[7]

Wikimedia België wil graag samenwerken met gelijkgestemde verenigingen en instellingen ter bevordering van cultuur en het verspreiden van kennis. Het kan fiscale giften ontvangen via het Fonds Vrienden van Wikimedia België.

## Lidmaatschap
Lidmaatschap in Wikimedia België is toegankelijk voor alle natuurlijke personen, inclusief degenen die buiten België wonen. Het lidmaatschap is gratis voor bijdragers aan Wikimedia-projecten.
Instellingen, organisaties, of bedrijven kunnen geen lid zijn maar kunnen wel een gift overmaken.

## Ondersteuning van vrijwilligers

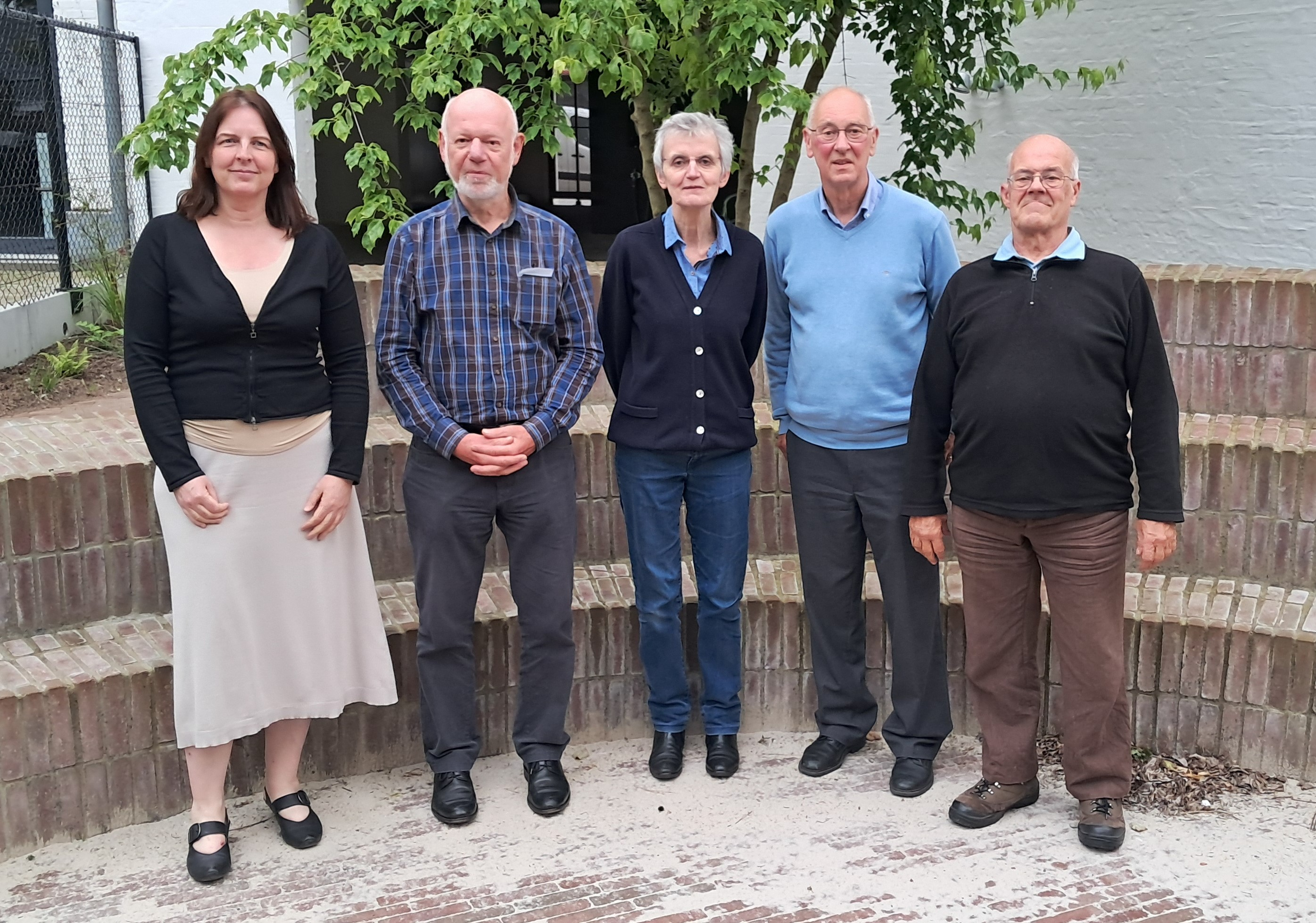
Het bestuur van Wikimedia België in 2024

Wikimedia België ondersteunt vrijwilligers van Wikipedia en haar zusterprojecten op verzoek met een onkostenvergoeding.